# Rally México de 2005
El Rally México de 2005 fue 19.ª edición y la tercera ronda de la temporada 2005 del Campeonato Mundial de Rally. Se celebró del 11 al 13 de marzo y tuvo una extensión de 356,76 km totales de recorrido cronometrado, repartidos en 14 etapas; fue también la segunda fecha puntuable de la temporada para el campeonato junior, el cual se efectuó por vez primera fuera de Europa.
El ganador de la categoría principal fue el noruego Petter Solberg, quien, a pesar de haber ganado sólo 6 de los 14 tramos que compusieron la prueba, se mantuvo como líder absoluto de la misma durante todo su desarrollo.

## Clasificación final
| Pos.    | Piloto               | Copiloto            | Automóvil                | Tiempo    | Diferencia | Puntos |
| WRC     | WRC                  | WRC                 | WRC                      | WRC       | WRC        | WRC    |
| ------- | -------------------- | ------------------- | ------------------------ | --------- | ---------- | ------ |
| 1.      | Petter Solberg       | Phil Mills          | Subaru Impreza WRC 05    | 3:41:06.2 | 0.0        | 10     |
| 2.      | Marcus Grönholm      | Timo Rautiainen     | Peugeot 307 WRC          | 3:41:40.7 | 34.5       | 8      |
| 3.      | Markko Märtin        | Michael Park        | Peugeot 307 WRC          | 3:42:44.5 | 1:38.3     | 6      |
| 4.      | Sébastien Loeb       | Daniel Elena        | Citroën Xsara WRC        | 3:44:57.3 | 3:51.1     | 5      |
| 5.      | Harri Rovanperä      | Risto Pietiläinen   | Mitsubishi Lancer WRC 05 | 3:45:04.3 | 3:58.1     | 4      |
| 6.      | Toni Gardemeister    | Jakke Honkanen      | Ford Focus RS WRC 04     | 3:45:11.8 | 4:05.6     | 3      |
| 7.      | Antony Warmbold      | Michael Orr         | Ford Focus RS WRC 04     | 3:47:07.2 | 6:01.0     | 2      |
| 8.      | Gilles Panizzi       | Hervé Panizzi       | Mitsubishi Lancer WRC 05 | 3:47:07.9 | 6:01.7     | 1      |
| 9.      | Armin Schwarz        | Klaus Wicha         | Skoda Fabia WRC 05       | 3:49:11.5 | +8:05.3    |        |
| 10.     | Xavi Pons            | Lucas Cruz          | Peugeot 206 WRC          | 3:59:55.2 | +18:49.0   |        |
| JWRC    |                      |                     |                          |           |            |        |
| 1.(11.) | Guy Wilks            | Phil Pugh           | Suzuki Ignis S1600       | 4:03:00.1 | 0.0        | 10     |
| 2.(14.) | Per-Gunnar Andersson | Jonas Andersson     | Suzuki Ignis S1600       | 4:12:04.4 | 9:04.3     | 8      |
| 3.(17.) | Luca Cecchettini     | Massimo Daddoveri   | Fiat Punto S1600         | 4:30:12.1 | 27:12.0    | 6      |
| 4.(19.) | Pavel Valoušek       | Pierangelo Scalvini | Suzuki Ignis S1600       | 4:39:22.1 | 36:22.0    | 5      |

- Ref[3]

| Predecesor: Suecia 2005 | WRC 2005 | Sucesor: Nueva Zelanda 2005 |